# Harvey Bailey
Harvey John Bailey, né le  en Virginie-Occidentale et mort le 1er mars 1979 à Joplin dans le Missouri, est connu pour avoir été l'un des plus grands braqueurs de banques américains des années 1920, ayant amassé au cours de sa carrière criminelle plus d'un million de dollars, mais également pour avoir été impliqué dans le kidnapping de l'homme d'affaires Charles Urschel.

## Biographie
Harvey John Bailey est né le 23 août 1887 en Virginie-Occidentale, mais sa ville de naissance demeure inconnue. Il braque sa première banque vers 1921 et poursuivra cette activité jusqu'en septembre 1933. Le 8 juillet 1932, il est incarcéré à Dallas, au Texas, mais s'évade le 1er juin 1933 et participe avec Machine Gun Kelly et Albert Bates au kidnapping de l'homme d'affaires Charles Urschel. Le 7 octobre 1933, Bailey est condamné à la prison à perpétuité.
Il commence à purger sa peine au pénitencier fédéral de Leavenworth avant d'être transféré au pénitencier fédéral d'Alcatraz le 1er septembre 1934. En 1946, Bailey est renvoyé au pénitencier fédéral de Leavenworth avant d'être en à nouveau transféré dans un autre pénitencier, l'institution correctionnelle fédérale de Seagoville au Texas en 1960, où il est resté jusqu'à sa libération sur parole, le 31 mars 1965. En 1966, il trouve un emploi de menuisier dans une usine de meubles. La même année, il épouse Esther Farmer, la veuve d'Herbert Allen Farmer, un autre braqueur de banques américain des années 1920.
En 1973, il rédige son autobiographie et, alors que  Fred "Killer" Burke, l'un de ses complices était suspecté par les autorités d'avoir participé au massacre de la Saint-Valentin, à Chicago le 14 février 1929, Bailey insiste sur le fait que Burke et lui, lorsque ce massacre a eu lieu, préparaient ensemble le braquage d'une banque à Calumet City, dans l'Illinois, à environ 30 kilomètres du lieu du massacre.
Bailey est décédé paisiblement le 1er mars 1979 à Missouri, dans le Missouri à l'âge de 91 ans.